# Sigesbeckia fugax
Sigesbeckia fugax là một loài thực vật có hoa trong họ Cúc. Loài này được Pedley miêu tả khoa học đầu tiên năm 1993.